# Nationaal park Tbilisi
Het Nationaal park Tbilisi is een van de beschermde natuurgebieden in Georgië, gelegen ten noorden van de hoofdstad Tbilisi. De historische stad Mtskheta ligt net buiten de westelijke grens van het park. Het gebied werd in 1973 als nationaal park opgericht, het eerste in Georgië en is een voortzetting van het eerdere Saguramo reservaat (gesticht in 1946). Het verloor later deze status om die in 2007 weer terug te krijgen. De oppervlakte bedraagt 210 km².
Het park is gelegen op de helling van de Saguramolalno rug, ten oosten van de Aragvi rivier en behoort tot het stroomgebied van de Kura. Het hoogste punt van het park is 1700 m. De boomlaag wordt bepaald door de eik, haagbeuk en beuk. De beschermde zoogdieren in het park zijn onder andere edelhert, lynx, bruine beer, vos en jakhals.
De verharde weg tussen Tbilisi en Tianeti kruist het centrale deel van het park. 
Nationaal park Algeti ·
Nationaal park Bordzjomi-Charagaoeli ·
Nationaal park Dzjavacheti ·
Nationaal park Eroesjeti ·
Nationaal park Kazbegi ·
Nationaal park Kintrisji ·
Nationaal park Kolcheti ·
Nationaal park Matsjachela ·
Nationaal park Mtirala · Nationaal park Psjavi-Chevsoeretië ·
Nationaal park Tbilisi ·
Nationaal park Toesjeti ·
Nationaal park Vasjlovani